# Pantalla flexible

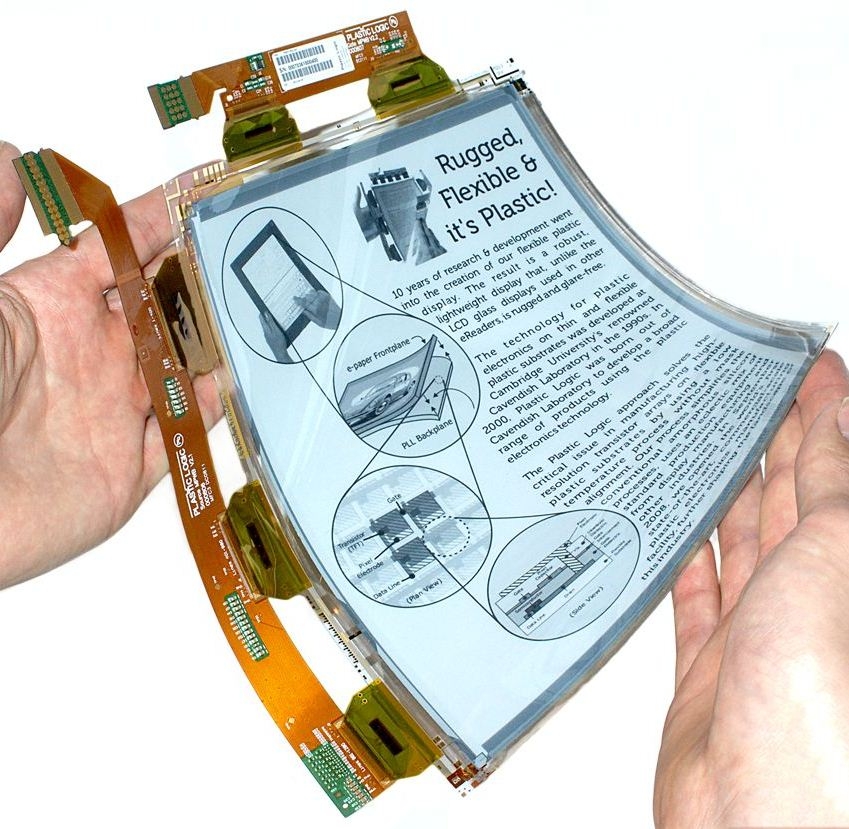
Pantalla flexible de plástico

Una pantalla flexible es una pequeña variación de los actuales paneles de imagen disponibles actualmente en dispositivos electrónicos, con la peculiaridad de poder ser dobladas. Se han desarrollado transistores de película delgada (Thin-film transistor) de nanotubos de carbono para crear dispositivos flexibles y transparentes de alta definición.

## Historia

### Papel electrónico flexible
El papel electrónico, e-paper o tinta electrónica son dispositivos con pantallas que semejan la apariencia del papel, este tipo de pantallas fue de las primeras en intentarse la característica de la flexibilidad. A diferencia de las pantallas de luz negra, estas no emiten luz sino que la reflejan. Esta tecnología permite particularmente leer de manera más cómoda y bajo la luz solar directa.

### Gyricon
Desarrollada por Xerox PARC en 2007, es una pantalla flexible con características del papel electrónico capaz de reproducir imágenes y en la que se puede escribir y borrar hasta mil veces.

### Plastic Logic
Esta compañía desarrolló en 2012 un panel plástico monocromático flexible, descrito como "irrompible" debido a que no tiene componentes de vidrio o cristal, es capaz de reproducir colores y es más delgado y brillante que otras pantallas.

## Pantallas flexibles OLED
Las pantallas flexibles se basan en la tecnología OLED (acrónimo inglés de organic light-emitting diode) que es un diodo que se basa en una capa electroluminiscente formada por una película de componentes orgánicos que reaccionan, a una determinada estimulación eléctrica, generando y emitiendo luz por sí mismos. Una de las características de estos es que al usar un compuesto orgánico, es posible utilizar plásticos flexibles que nos permiten doblar las pantallas, y además pueden ser extremadamente delgados.

### Sony
En 2007, la empresa japonesa Sony consiguió realizar el primer prototipo de este tipo de pantallas.
El primer prototipo de Sony, disponía de una pantalla de 4,1 pulgadas de diagonal, y un grosor inferior al de un pelo humano. Este grosor posibilita y mejora la capacidad de flexión de la pantalla, dotándola de una torsión tal para ser enrollada en un lápiz. El prototipo implementó un panel de tecnología OLED (led orgánico), que conseguía una calidad más que suficiente.

### Nokia
Nokia es la primera en conceptualizar la aplicación de esta tecnología. Lo hace en 2008 con el dispositivo Nokia Morph un modelo de dispositivo capaz de adaptarse a la muñeca. Si bien no fue más que un concepto sirvió para abrir el interés de otras compañías y a imaginar cómo avanzaría la tecnología con el paso de los años.

Nokia presenta en 2011 un reproductor multimedia con una pantalla de estas características que abriría aún más las posibilidades.

### Samsung
Después de este lanzamiento, otras multinacionales, como la surcoreana Samsung, han conseguido resultados similares a los de Nokia y Sony, pero no fue hasta el 2015 cuando lanza un dispositivo de su línea insignia con los bordes curvos o Edge, el Samsung Galaxy S6 y Galaxy Note Edge, estos dispositivos marcarían tendencia y serían representativos de la marca y presente en los dispositivos desarrollados desde entonces.

## Detalles técnicos

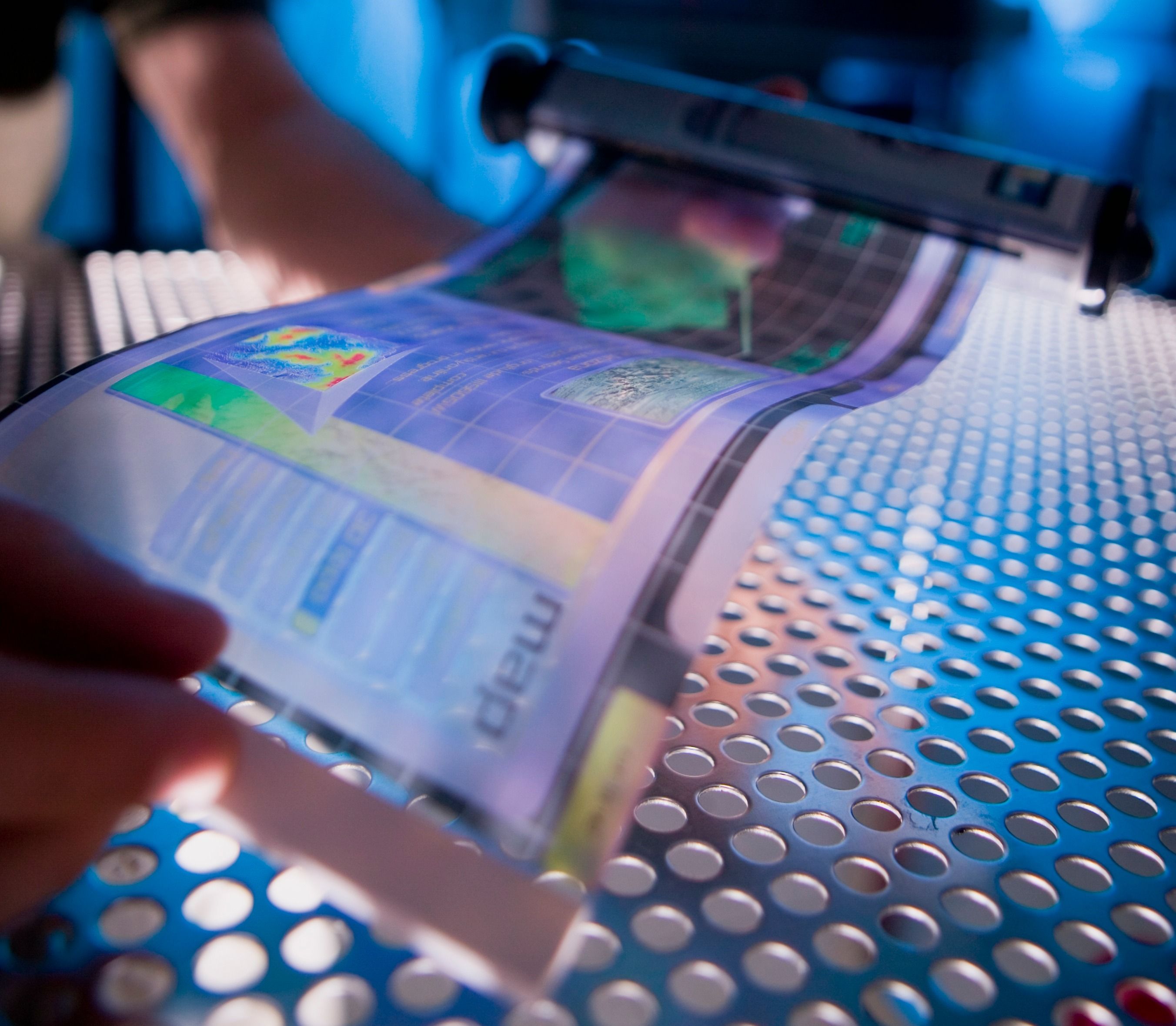
Pantalla flexible presentada en 2008 por HP en conjunto con la Universidad De Arizona.

La tecnología OLED es la que permite que las pantallas se les pueda dar las características de flexibilidad o curvatura, además de ser más delgadas que las pantallas basadas en tecnología LED.
Las pantallas OLED se compone de 6 capas de vidrio protector o plástico en la parte superior (sello) y 6 en la parte inferior (sustrato), dos terminales: uno pistilo y uno negativo, y dos capas de moléculas orgánicas. Estas capas de moléculas orgánicas son más delgadas que las semiconductoras utilizadas en la tecnología led, los OLED permiten pantallas más delgadas, livianas y flexibles, son más brillantes y utilizan menos energía debido a que no necesitan luz de fondo para reproducir colores, los cuales son más reales.

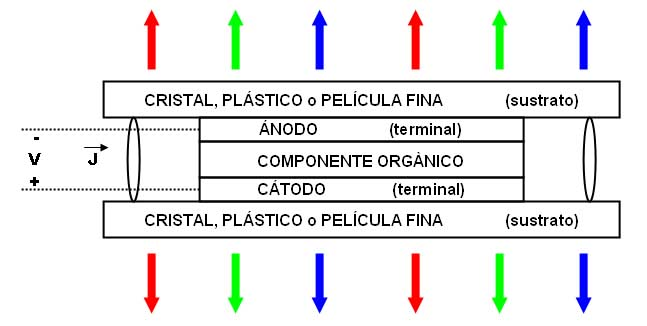
Estructura básica de un OLED.